# Lomepal
Lomepal, pseudonimo di Antoine Valentinelli (Parigi, 4 dicembre 1991), è un rapper e cantante francese.
Dopo aver esordito sulla scena hip hop francese nel 2011 con il primo EP 20 mesures, Lomepal ha poi pubblicato altri quattro EP più due album in studio, FLIP e Jeannine, pubblicati rispettivamente nel 2017 e nel 2018, entrambi certificati come disco di platino. Dal 2017, Valentinelli è già un artista affermato nel panorama musicale francese con più di un centinaio di apparizioni dal vivo e più di 100 milioni di visualizzazione sul suo canale YouTube.
Le rime di Lomepal sono caratterizzate da una forte componente introspettiva: temi quali quello della solitudine, della monotonia dell'esistenza e dell'affannosa ricerca del piacere (e il tentativo di trovarlo in alcol, droghe e sesso occasionale) sono centrali nella poetica dell'artista. Ama scrivere mentre è in viaggio e, come da lui affermato in un'intervista, la maggior parte delle sue produzioni liriche sono frutto di sporadiche idee sul momento appuntate sul cellulare e successivamente rielaborate durante il processo creativo. Un'altra sua grande passione è lo skate.

## Origine del nome
Lomepal deve il suo nome d'arte ai suoi amici d'infanzia i quali, in virtù del pallore della carnagione dell'artista, lo credevano sempre malato. Da qui il nome Lomepal, che non è altro che la trascrizione fonetica di ″l'homme pâle" - "l'uomo pallido" in francese. Per un breve periodo ad inizio carriera il suo nome di scena fu però Jo Pump.

## Biografia

### Infanzia e formazione
Antoine Valentinelli nasce il 4 dicembre 1991 a Parigi da Dominique Valentinelli, attivo nel mondo dell'editoria in particolare presso la celebre casa editrice francese Gallimard, e da madre pittrice. Quando Antoine è ancora piccolo, il padre lascia casa e da quel momento il giovane vivrà con la madre e le zie, di tale situazione lui dirà:
I problemi familiari si ripercuotono inevitabilmente sul rapporto di Antoine con la scuola: al liceo viene bocciato e causando non pochi disordini. Si dedica poi per un breve periodo a studi sul montaggio, abbandonandoli poco dopo. Valentinelli stesso, in un'intervista rilasciata al quotidiano Le Monde dirà di questo periodo:

### Debutto musicale (2011-2016)
In questi anni si avvicina alla scena hip-hop francese tramite l'ambiente skate e al collettivo musicale parigino L'Entourage. Nel 2011 pubblica il primo EP 20 mesures seguito, nel 2013, l'album collettivo La singe fume sa cigarette che vede la collaborazione del compositore Hologram Lo e del rapper belga Caballero. Nello stesso anno vede la luce il secondo EP solista Cette foutue perle prodotto da Meyso e, negli anni successivi e con cadenza annuale, ne escono altri tre ovvero Seigneur (2014), Majesté (2015) e ODSL (2016), quest'ultimo vede inoltre la partecipazione dell'amico e produttore Stwo.

### FLIP e Jeannine (2017-oggi)
Il 30 giugno 2017 vede la luce il primo album in studio, FLIP, che sale immediatamente alla ribalta anche per via della copertina velatamente provocatoria e inusuale che ritrae l'artista truccato da donna, in abiti femminili e su sfondo rosa, immagine radicalmente opposta ai comuni canoni del rap e dell'hip-hop. Il titolo dell'album si rifà al modo dello skate, il nome deriva infatti da kickflip, un'acrobazia che prevede la combinazione di un salto con la tavola seguito da rotazione. L'album è stato preceduto dall'uscita del singolo Yeux disent che riscontra un rapido successo. Ben accolto dalla critica, a febbraio 2018 FLIP è disco di platino.
Preceduto dall'uscita, a settembre 2018, del singolo 1000°C, il 7 dicembre dello stesso anno Lomepal pubblica il secondo album intitolato Jeannine, un disco ricco di collaborazioni con artisti come Roméo Elvis e JeanJass, fino ad arrivare a musicisti già affermati e noti all'interno del panorama musicale francese, con nomi del calibro di Orelsan e Philippe Katerine. Questa volta la copertina è più sobria e cupa, in quanto ritrae la silhouette dell'artista su sfondo azzurro. Il nome dell'album è un omaggio alla nonna dell'artista affetta da schizofrenia il cui nome era, per l'appunto, Jeannine e alla quale Valentinelli era molto legato.

## Discografia

### Album in studio
- 2017 – FLIP
- 2018 – Jeannine
- 2018 – 3 jours à Motorbass
- 2019 - Amina
- 2022 - Mauvais ordre

### EP
- 2011 – 20 mesures (5 tracce)
- 2013 – Cette foutue perle (8 tracce, prod. Meyso)
- 2014 – Seigneur (9 tracce)
- 2015 – Majesté (10 tracce)
- 2016 – ODSL (6 tracce tra cui 1 remix, 1 traccia strumentale, 1 a cappella, prod. Stwo)

### Altri
- 2012 – 22h - 06h (album collettivo: Walter & Lomepal)
- 2013 – La singe fume sa cigarette (album collettivo: Hologram Lo & Caballero & Lomepal)
- 2014 – Fixpen singe (EP collettivo: Caballero & Keroué & Vidji)
- 2016 – Les yeux fermés (singolo feat Caballero & Jeanjass)
- 2018 – Tout lâcher (a Color Session)
- 2018 – 1000°C (singolo feat Roméo Elvis)
- 2018 – 3WW (remix di Alt-J)